# Паспорт транспортного засобу
Паспорт транспортного засобу — документ, який містить відомості про основні технічні характеристики транспортного засобу, ідентифікаційні дані основних агрегатів, відомості про власника, постановлення на облік та зняття з обліку.
У ПТЗ, як правило, зазначаються ідентифікаційний номер (VIN), марка, модель, найменування та категорія транспортного засобу, рік виготовлення, модель і номер двигуна, номери шасі і кузова, колір кузова, потужність і робочий об'єм та тип двигуна, дозволена максимальна маса, маса без навантаження, а також відомості про виробника, країна вивезення та митні обмеження.
«Паспорт транспортного засобу» заповнюється і видається на руки власнику транспортного засобу митними органами — у місці здійснення митного оформлення, фірмою-продавцем (представником заводу-виробника) — при першому продажу транспортного засобу та, у випадках, коли вимагається видача дубліката ПТЗ, — територіальними органами ДАІ МВС — за місцем постановлення транспортного засобу на облік.